# Ferro battuto
Il ferro battuto è il primo tipo di acciaio ad essere stato inventato; è stato probabilmente ottenuto casualmente come sottoprodotto della produzione del rame.

## Descrizione
Si produceva mettendo in un forno a cupola del minerale di ferro su uno strato di carbone di legna. Il forno era sigillato, la combustione si otteneva insufflando aria con un mantice. Il processo durava alcune ore. Alla fine del processo il forno doveva essere smantellato in parte, per estrarre un blocco della risultante spugna di ferro, o blumo, che doveva essere "battuto" per eliminarne le numerose scorie, da cui la denominazione ferro battuto.
Il ferro battuto era un acciaio con basso contenuto di carbonio (vedi acciaio dolce), che risultava quindi impossibile da temprare. Gli oggetti in ferro battuto erano pertanto molto duttili e si piegavano con facilità. Per poter essere resi più resistenti dovevano essere arricchiti di carbonio mediante primitivi metodi di carbocementazione. Per lo stesso motivo si elaborò, successivamente, la più efficace e laboriosa tecnica dell'acciaio a pacchetto.

## Il ferro battuto nell'arte e nell'artigianato

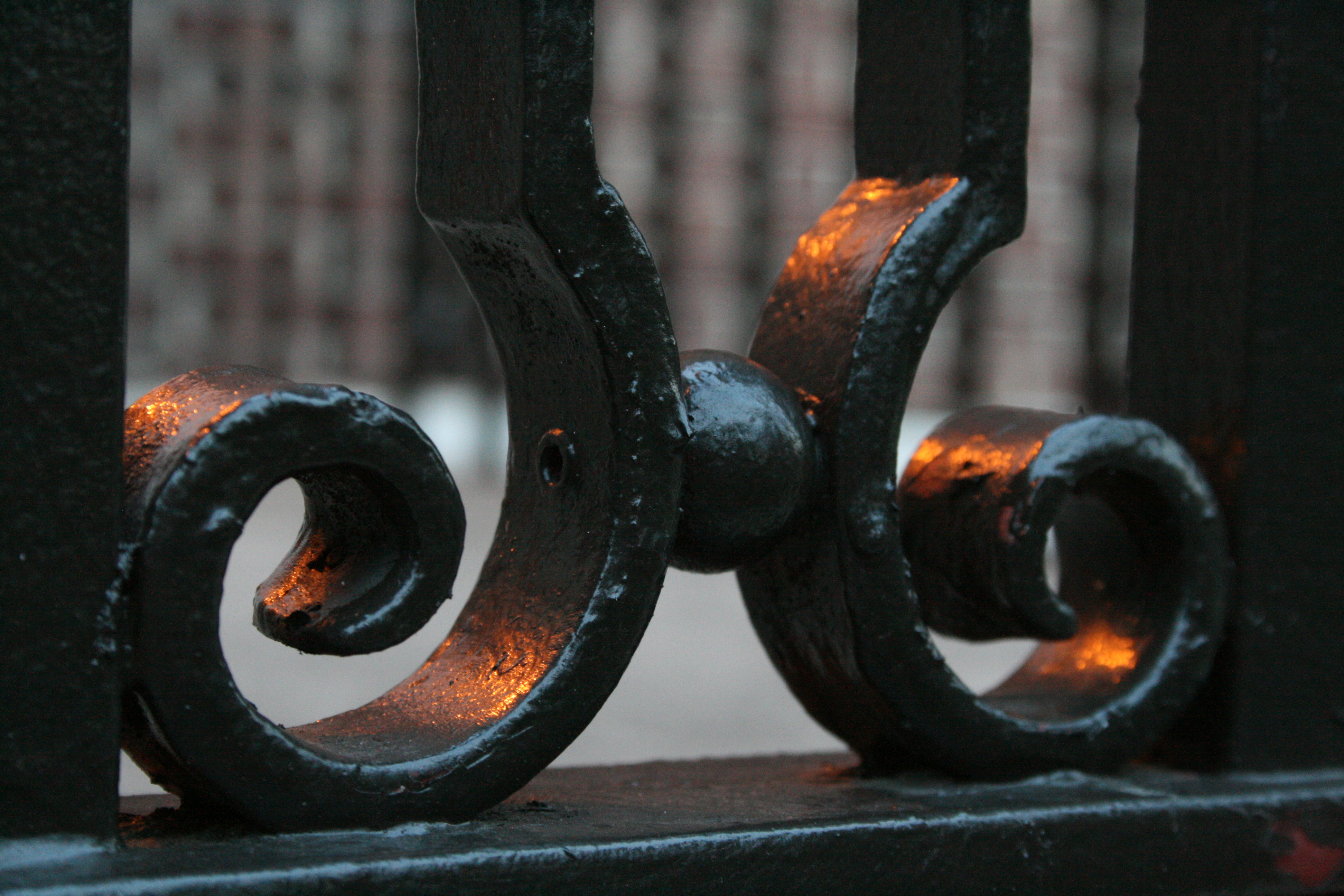
Particolare di un manufatto in ferro battuto.

In alternativa, con il termine "ferro battuto" si indica, senza fare riferimento alle modalità siderurgiche di produzione del materiale, solo le modalità di lavorazione mediante battitura.
Il singolo elemento, modernamente in acciaio, solitamente un'asta di sezione rotonda, quadrata o rettangolare, è forgiata a caldo e "battuta" col martello sull'incudine dal fabbro, fino a ottenere l'elemento voluto. In tal caso è enfatizzata la "lavorazione di battitura" piuttosto che la composizione del materiale, che comunque di norma è piuttosto ben modellabile. Il ferro battuto può assumere varie forme, dalla più semplice come una lancia, una foglia, un torciglione, alle più elaborate come un ramo di edera, una rosa, ricci e volute varie; tipici usi del ferro battuto sono i cancelli e le testiere dei letti.
L'artigiano specializzato nella forgiatura di ferri battuti artistici è il mastro ferraio.